# Csasziv Jar-i Autóbuszgyár

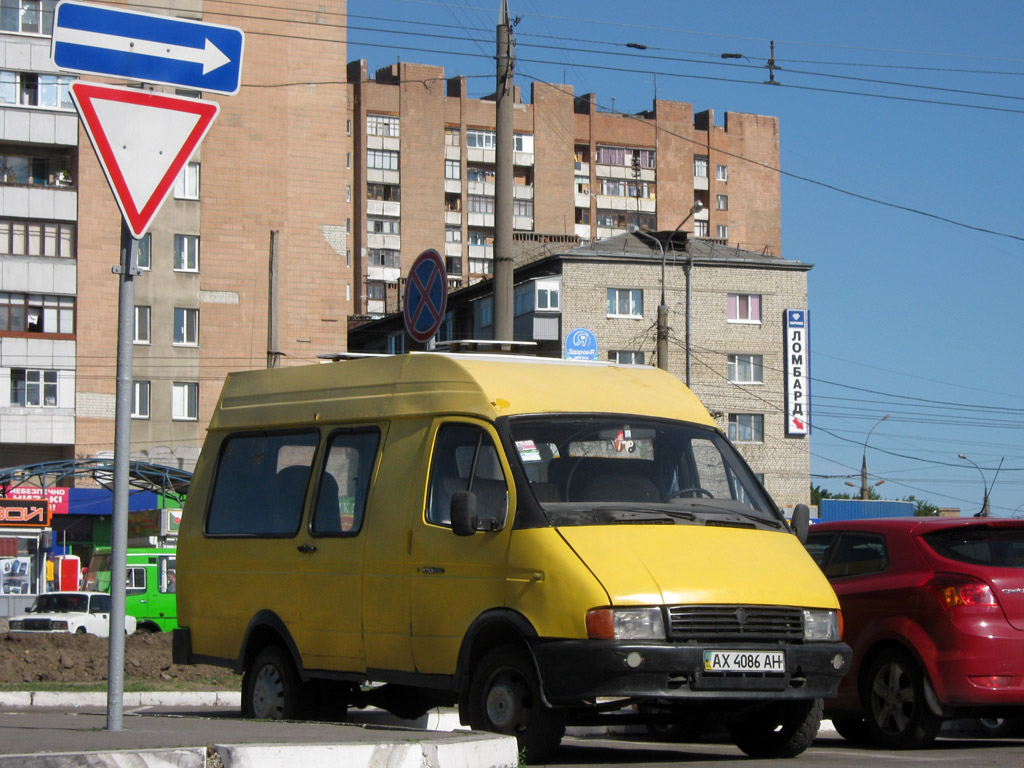
A cég első mikrobusza, a Ruta SZPV–15

A Csasziv Jar-i Autóbuszgyár, korábban Csasziv Jar-i Járműjavító Üzem (röviden: CSRZ) Ukrajna Donecki területén Csasziv Jar városban található járműgyártó vállalat, amely elsősorban mikrobuszokat gyárt Ruta márkanéven. 1958-ban alapították. A cég által gyártott mikrobuszokat Ukrajnában eltejdten használják iránytaxiként. A vállalat részvénytársasági formában működik. A részvények többségét magánszemélyek birtokolják. 12,8%-nyi részvény a Finanszova fortecja befektetési cég tulajdonában van.

## Története
1958-ban hozták létre mint járműjavító üzemet, amely GAZ és ZiL tehergépkocsik nagyjavítását végezte. Az 1980-as évektől kezdtek el járműfelépítményeket gyártani tehergépkocsi alvázakhoz. Első ilyen gyártmányai a GAZ–53A tehergépkocsin alapuló TSZ–3966 szolgálati jármű, valamint az UAZ–3303 kistehergépkocsin alapuló mozgó diszpécserközpont voltak.
1995-ben kezdte el az üzem a GAZ–3302 Gazel tehergépkocsi alvázára épített mentőgépkocsi gyártását. Egyidőben jelent meg az ugyancsak a Gazel alvázán alapuló mikrobusz, melyet utasszállító és vegyes, utas és teherszállító, valamint speciális feladatkörökre készített változatban is gyártottak. A Casziv Jar-i üzem az AISZ vállalattal működött együtt a járművek kialakításában. Ettől az időszaktól egyre inkább az autóbuszgyártás vált a cég fő profiljává. A különféle felépítményű járműveknek a GAZ–3302 alváz volt az alapja. 2003-ban a cég a GAZ-tól engedélyt kapott a GAZ–3302 alvázának meghosszabbítására is. Ebben az időszakban kezdték el használni a Ruta márkanevet is.
2007-ben az üzem szintén az AISZ együttműködésével kifejlesztette a Ruta 43 városi, és a Ruta 44 elővárosi mikrobuszokat, amelyekhez a GAZ–3310 tehergépkocsi alvázát használták fel. 2009-ben ezt a két modellt a Ruta 37 váltotta fel a gyártósoron. Ez a modell ugyancsak a GAZ–3310 alvázán készült.
2010-ben jelent meg a Ruta 35 TA Turiszt és a Ruta 41 TA modell, amelyeket azonban már a TATA LPT–613 tehergépkocsi alvázára építettek. 2011-ben az autóbuszokhoz már elkezdték használni a GAZel-Biznyesz, 2014-ben pedig a GAZel-Next alvázakat is.
A kelet-ukrajnai háború miatt kölcsönösen bevezetett orosz és ukrán szankciók miatt a GAZ-zal visszaesett az ipari együttműködés, ennek következtében jelentősen visszaesett a gyártás is. 2015-ben 174, 2016-ban 37 autóbusz készült Csasziv Jarban.
2017-től a cég Ford Transit alvázra épít 24 személyes autóbuszt. Ugyancsak 2017-től végzi a cég a Bahmut város ZiU–9-es trolibuszainak nagyjavítását.